# Insurreição no Ceilão em 1971
A insurreição no Ceilão de 1971  (também conhecida como a Revolta de 1971) foi a primeira revolta armada mal sucedida conduzida pelo movimento comunista Janatha Vimukthi Peramuna (JVP) contra o governo do Ceilão sob a primeira-ministra Sirimavo Bandaranaike. A revolta começou em 5 de abril de 1971 e durou até junho de 1971. Os insurgentes conseguiram capturar e manter várias cidades e áreas rurais por várias semanas até serem recapturadas pelas forças armadas.